# Split
Pour les articles homonymes, voir Split (homonymie).
Split , (grec ancien : Ασπάλαθος, Aspálathos, latin : Spalatum, italien : Spalato) est une ville et une municipalité croate. Elle se place au deuxième rang des villes les plus peuplées de Croatie. C'est le siège du comitat de Split-Dalmatie. Au recensement de 2011, le comitat comptait 454 798 habitants, la municipalité 178 102 habitants, dont 96,23 % de Croates et la ville seule comptait 167 121 habitants.

## Géographie

### Localisation
La ville de Split s'est établie à l'intérieur, puis autour de l'immense palais de l'empereur romain Dioclétien, construit entre 294 et 305, qui s'étendait sur une surface de 39 000 m2. L'empereur était originaire de la ville de Salone (située sur les hauteurs de Split). La ville est aujourd'hui inscrite sur la liste du patrimoine mondial par l'UNESCO.
C'est un grand port industriel et touristique de la côte dalmate.
- 1Carte dynamique
- 2Carte OpenStreetMap
- 3Carte topographique
- 4Carte avec les communes environnantes

### Localités
La municipalité de Split compte huit localités :
| - Donje Sitno - Gornje Sitno - Kamen - Slatine | - Split - Srinjine - Stobreč - Žrnovnica |

## Histoire

### Domination romaine

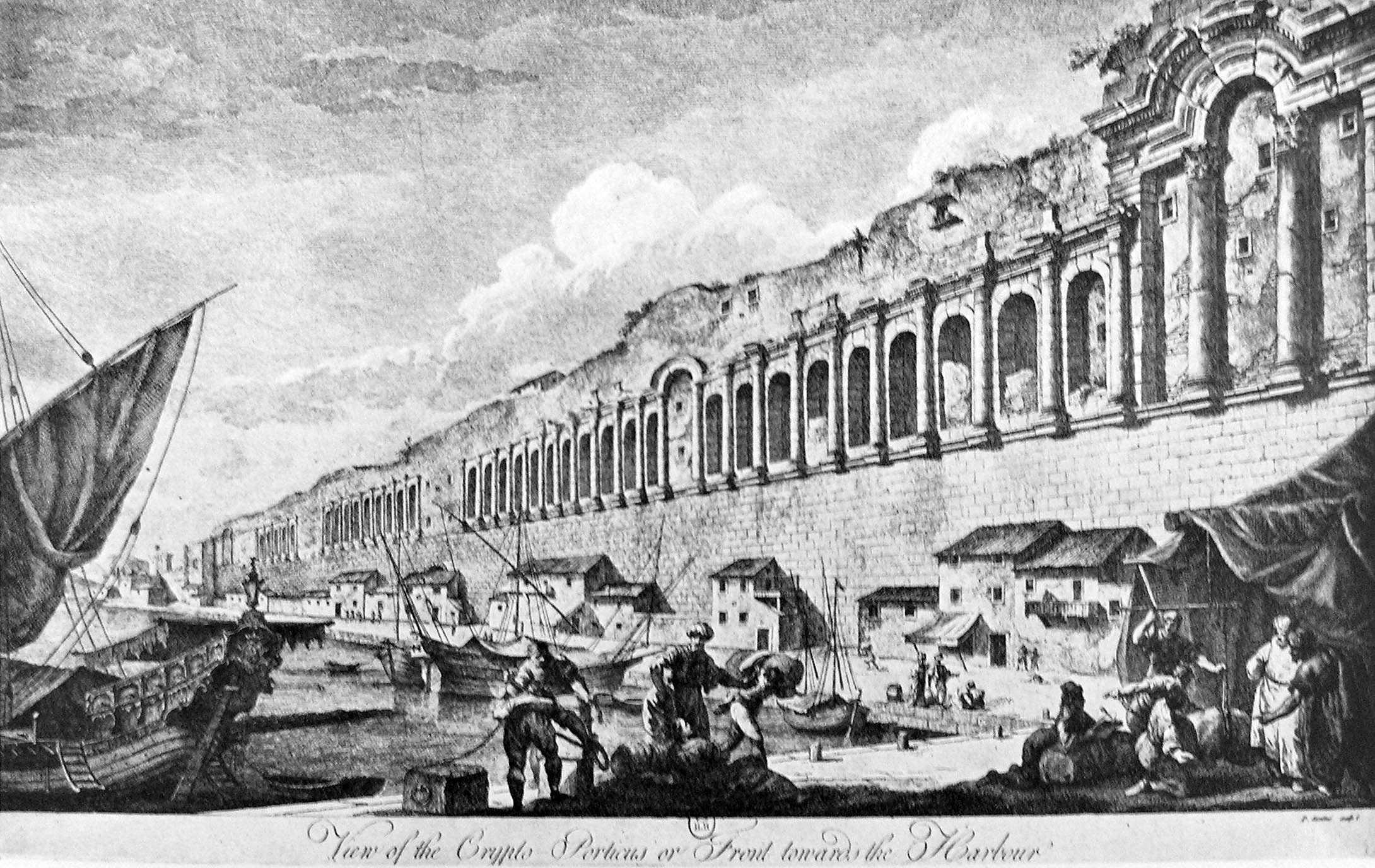
Gravure du front de mer de Split avec les vestiges du Palais de Dioclétien. Robert Adam, 1764.

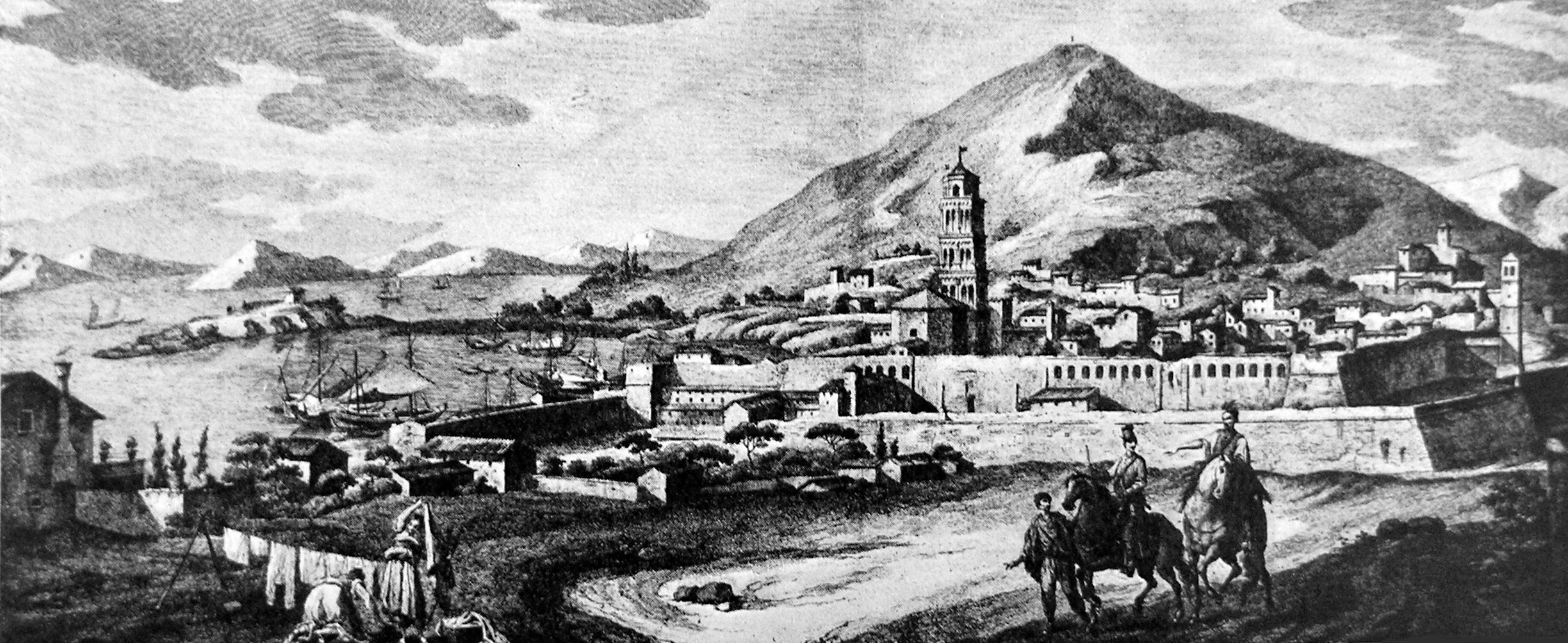
Vue des murailles de Split vers 1764, gravé par l'architecte écossais Robert Adam.

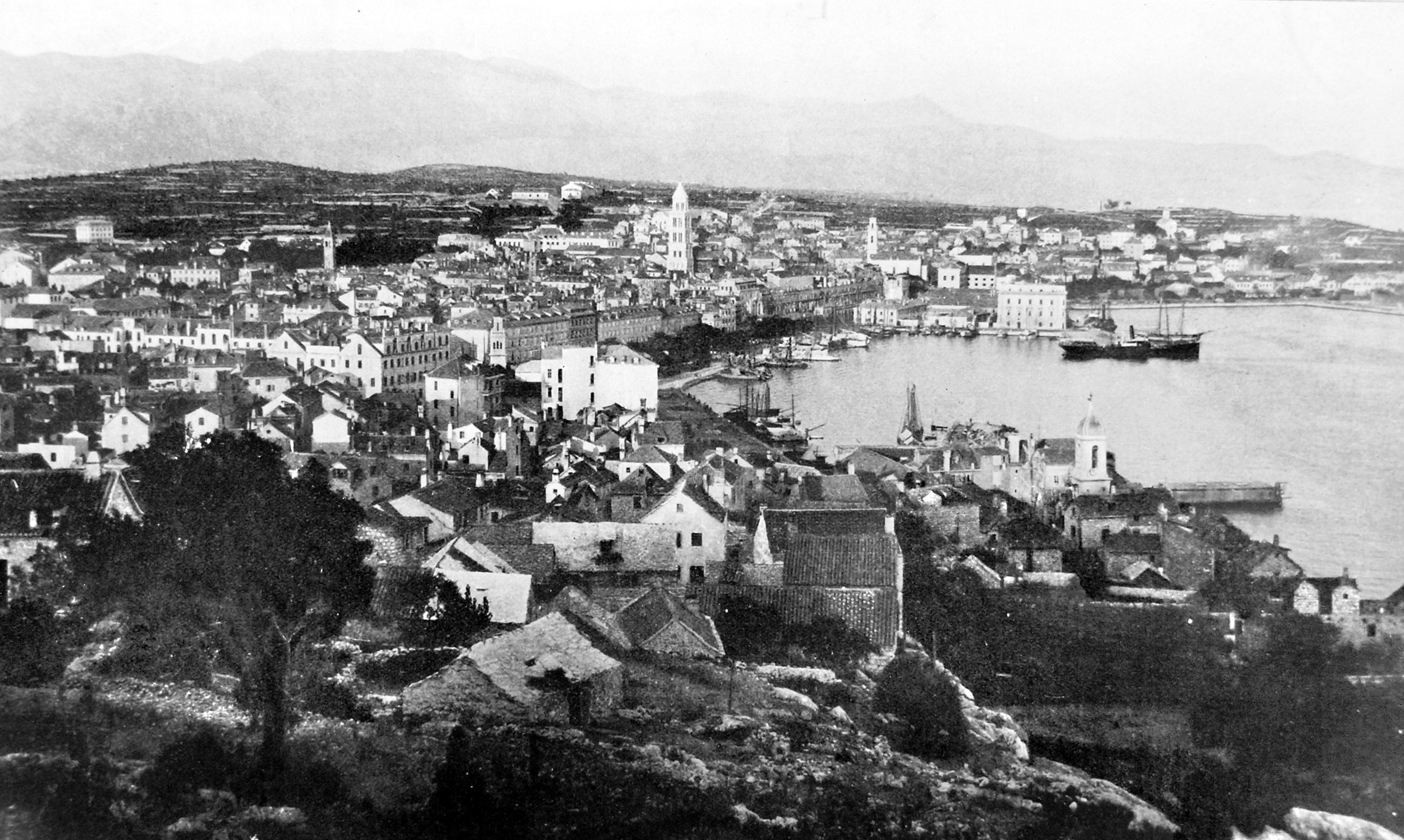
Photographie de 1910 de Split.

Cette ville présente la singularité d'avoir été construite à l'intérieur, puis autour, du palais de Dioclétien.
Cet empereur romain d'origine dalmate se fait construire un immense palais sur sa côte natale, de 294 à 305. Il y passe sa retraite (voir Tétrarchie). Ce palais, outre les bâtiments résidentiels, comprend des thermes, une bibliothèque, un temple dédié à Jupiter, une caserne pour sa garde. Il est cerné de remparts. Le tout occupe une surface de 215 m sur 180, soit 3,87 ha. De nos jours encore, le front de mer (Riva) est constitué par l'enceinte sud-ouest du palais. Sur ce front de mer, s'ouvre encore la porte maritime qui, dans l'Antiquité, permettait aux navires d'accoster directement.

### Au Moyen Âge
Après la chute de l'Empire romain d'Occident, Split reste rattachée à l'Empire romain d'Orient. Après avoir appartenu un temps aux Ostrogoths, elle est, en 576, incluse dans le ressort de l'exarchat de Ravenne, territoire romain d'Orient situé dans la péninsule italienne.
Au Haut Moyen Âge, le palais se transforme en ville lorsque les habitants de la cité romaine voisine de Salone (capitale de la province romaine de Dalmatie) s'y réfugient en 615, alors que les Slaves méridionaux s'installent dans l'arrière-pays où ils établissent des duchés slaves. Sur la côte et dans la ville, gagnées au christianisme, le latin évolue en langue dalmate. De hautes maisons son bâties dans ou contre les remparts, ou encore en s'appuyant sur les monuments antiques. Le mausolée de Dioclétien est transformé pour devenir la cathédrale Saint-Domnius dédiée à saint Domnion, patron protecteur de la ville. En 650, le temple de Jupiter devient un baptistère. Des Conciles de Split (en) s'y tiennent en 925, 928 et 1060.
Les Slaves narentins tentent de s'en emparer en en 998, mais le doge de Venise Pietro II Orseolo envoie une expédition navale qui les repousse. Spalato devient le siège du duché de Dalmatie, lié aux Vénitiens et à l'Empire byzantin. Soixante dix ans plus tard, en 1069, elle fait partie des acquis territoriaux du roi Petar Krešimir IV de Croatie, qui bénéficie de l'affaiblissement de Constantinople par les conquêtes normandes en Italie et seljoukides en Anatolie.

### Domination vénitienne
L’indépendance de fait dont Spalato bénéficie du XIIe au XIVe siècle va de pair avec un remarquable essor économique. En 1420, elle est incluse dans le Stato da Màr vénitien, qui contrôle les relations commerciales et économiques sur l’Adriatique. La menace des invasions turques l'oblige à la construction d’imposants remparts au XVIIe siècle. La présence de l’autorité vénitienne se manifeste dans le centre historique de Spalato par des monuments de style vénitien (palais du recteur, hôtel de ville, tour vénitienne). La domination vénitienne prend fin en 1797 lors de la chute de la république de Venise.

### AuXIXesiècle
De 1805 à 1813, Spalato fait, comme toute la Dalmatie, partie des Provinces illyriennes établies par Napoléon Bonaparte. Les souvenirs de la présence française sont aujourd'hui la première avenue moderne de la ville qui s'appelle toujours Marmontova du nom du maréchal Marmont, administrateur des provinces illyriennes, et le sommet de Marjan au nom de Telegrin (à l'époque un télégraphe optique français y était installé). À la suite du congrès de Vienne en 1815, Spalato / Split et le royaume de Dalmatie intègrent l'empire d'Autriche puis la partie autrichienne de l'Autriche-Hongrie après le Compromis austro-hongrois de 1867. Pendant le XIXe siècle, une communauté germanophone s'ajoute aux cultures vénitienne et croate, car si Trieste devient le principal port de Cisleithanie — Autriche — et Rijeka (Fiume) le principal port de Transleithanie — Hongrie —, le port de Split devient un abri et un arsenal de la marine austro-hongroise. La ville est chef-lieu du district de Spalato, l'un des 13 Bezirkshauptmannschaften de Dalmatie. Le nom vénitien (italien) seul est officiellement utilisé avant 1867, puis les deux noms, italien et slave, sont officiels.

### AuXXesiècle
Lors de la dislocation de l'Autriche-Hongrie, au traité de Saint-Germain-en-Laye du 10 septembre 1919 Split et la Dalmatie (à l'exception de Zara et de quelques îles données à l'Italie) sont attribuées au royaume des Serbes, Croates et Slovènes. La culture croate reprend dès lors ses droits face à une élite locale italophone qui maintient la culture vénitienne. Pendant la Seconde Guerre mondiale, Split est annexée par l'Italie fasciste en 1941, puis par la Croatie fasciste fin 1943. La constitution de la Yougoslavie communiste en 1945 attribue Split à la Croatie yougoslave et chasse de la ville les derniers italophones, qualifiés de « suppôts du fascisme ».

## Climat
| Mois                                             | jan.         | fév.         | mars         | avril        | mai          | juin         | jui.        | août         | sep.        | oct.        | nov.         | déc.         | année         |
| ------------------------------------------------ | ------------ | ------------ | ------------ | ------------ | ------------ | ------------ | ----------- | ------------ | ----------- | ----------- | ------------ | ------------ | ------------- |
| Température minimale moyenne (°C)                | 5,6          | 5,7          | 7,8          | 10,6         | 15,4         | 18,9         | 21,7        | 21,7         | 18          | 14,1        | 9,6          | 6,7          | 13            |
| Température moyenne (°C)                         | 8            | 8,4          | 10,6         | 13,7         | 18,9         | 22,8         | 25,7        | 25,4         | 21,2        | 16,8        | 12           | 9,1          | 16,1          |
| Température maximale moyenne (°C)                | 10,4         | 11,2         | 13,8         | 17,2         | 22,7         | 26,8         | 30          | 29,7         | 24,9        | 19,9        | 14,7         | 11,4         | 19,4          |
| Record de froid (°C) date du record              | −9 23/1963   | −8,1 8/1956  | −6,6 1/1963  | 0,3 8/2003   | 4,8 11/1953  | 9,1 8/2005   | 13 9/1979   | 11,2 18/1949 | 8,8 9/1971  | 3,8 23/1972 | −4,5 30/1957 | −6,3 17/1961 | −9 23/1/1963  |
| Record de chaleur (°C) date du record            | 17,4 20/1974 | 22,3 22/1990 | 24,3 30/2017 | 27,7 21/2000 | 33,2 26/1953 | 38,1 14/2003 | 38,6 5/1950 | 38,5 13/2015 | 34,2 7/2008 | 27,9 2/2011 | 25,8 2/2004  | 18,6 1/2014  | 38,6 5/7/1950 |
| Nombre de jours avec gel                         | 0,5          | 0,3          | 0            | 0            | 0            | 0            | 0           | 0            | 0           | 0           | 0,1          | 0,4          | 1,3           |
| Ensoleillement (h)                               | 133,3        | 152,6        | 186          | 210          | 272,8        | 306          | 347,2       | 319,3        | 246         | 192,2       | 135          | 130,2        | 2 630,6       |
| Précipitations (mm)                              | 73,7         | 61,2         | 63,4         | 61,9         | 61,6         | 47,3         | 25,5        | 44,8         | 68,9        | 82,1        | 101,7        | 90,8         | 782,8         |
| Nombre de jours avec précipitations              | 10,6         | 9,5          | 9,6          | 10,9         | 9,4          | 8,7          | 5,3         | 5,4          | 7,9         | 9,6         | 11,5         | 11,5         | 109,8         |
| dont nombre de jours avec précipitations ≥ 10 mm | 2,5          | 2,2          | 2,2          | 2,2          | 2,2          | 1,5          | 0,8         | 1,4          | 2,3         | 2,6         | 3,5          | 3,2          | 26,8          |
| Nombre de jours avec neige                       | 0,1          | 0            | 0,1          | 0            | 0            | 0            | 0           | 0            | 0           | 0           | 0            | 0,2          | 0,4           |
| Nombre de jours d'orage                          | 1,9          | 2,2          | 2,1          | 4            | 4,8          | 5,4          | 5,3         | 5,2          | 4,5         | 4           | 4,1          | 2,7          | 46,1          |
| Nombre de jours avec brouillard                  | 0,1          | 0,3          | 0,5          | 0,1          | 0,3          | 0,1          | 0           | 0,1          | 0,1         | 0,2         | 0,1          | 0            | 2             |

| Diagramme climatique                                  |             |             |              |              |              |            |              |            |              |              |             |
| J                                                     | F           | M           | A            | M            | J            | J          | A            | S          | O            | N            | D           |
| 10,45,673,7                                           | 11,25,761,2 | 13,87,863,4 | 17,210,661,9 | 22,715,461,6 | 26,818,947,3 | 3021,725,5 | 29,721,744,8 | 24,91868,9 | 19,914,182,1 | 14,79,6101,7 | 11,46,790,8 |
| Moyennes : • Temp. maxi et mini °C • Précipitation mm |             |             |              |              |              |            |              |            |              |              |             |

## Split aujourd'hui
La ville est inscrite au patrimoine mondial de l'humanité pour son palais de Dioclétien, mais aussi pour la cathédrale Saint-Domnius.

### Musées
Dans la vieille ville on trouve :
- le musée de la ville de Split Muzej grada ;
- la galerie Emanuel Vidović Emanuel Vidović (en) (1870–1953) ;
- le musée ethnographique.

Au nord de la vieille ville, le musée des Beaux-arts de Split (en).
Au nord-ouest, le musée archéologique de Split (en). 
A l'ouest de la vieille ville se trouve la galerie Ivan Meštrović, sculpteur croate élève de Rodin, ainsi qu'un cloître aménagé par ce sculpteur.
La ville est l'hôte d'Ultra Europe (en), festival de musique électronique se déroulant chaque année, depuis 2013, dans le Stade de Poljud pendant 3 jours.

### Galerie de photos

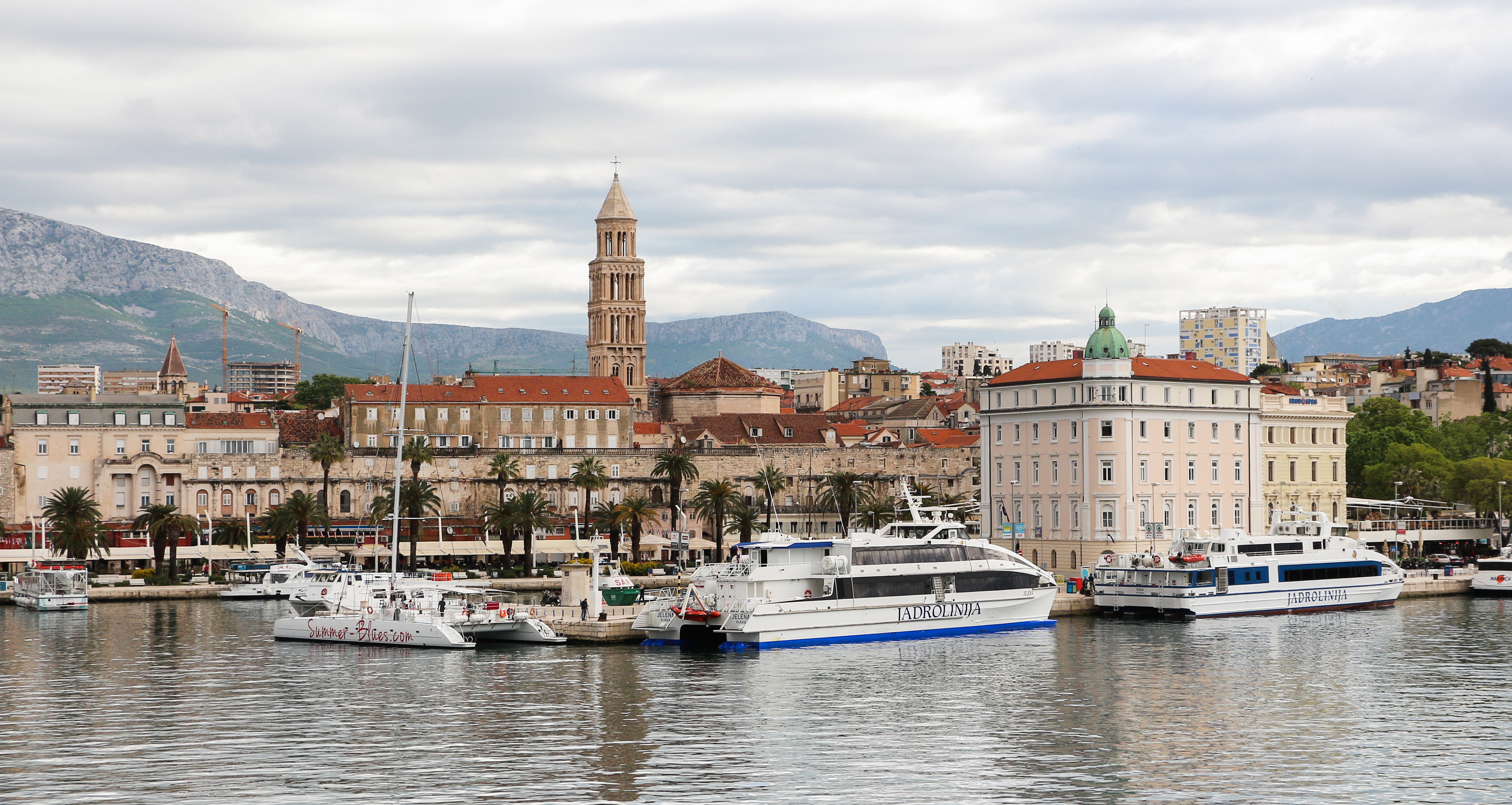
Vue du port et de la muraille du palais de Dioclétien.
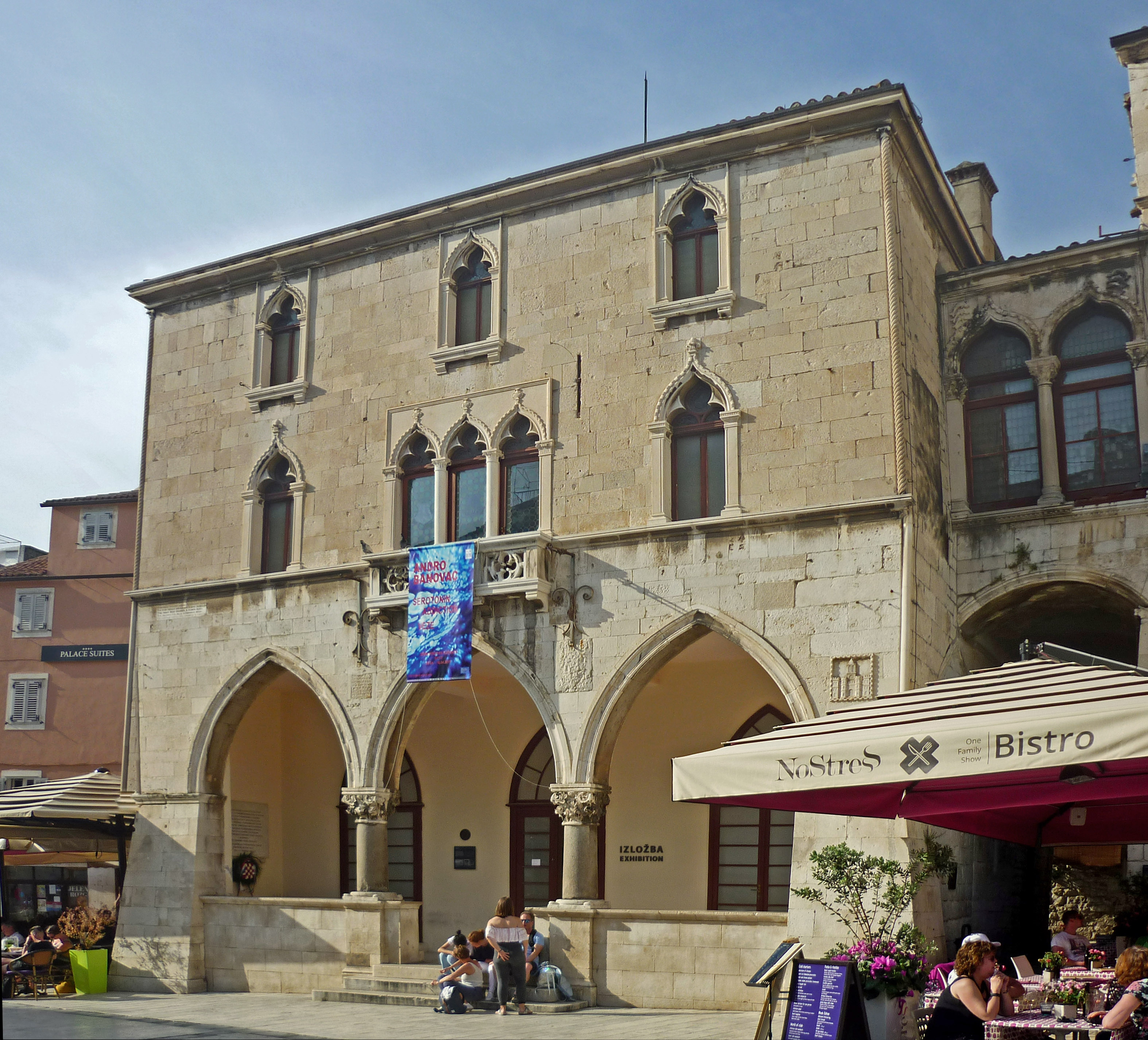
L'ancien hôtel de ville
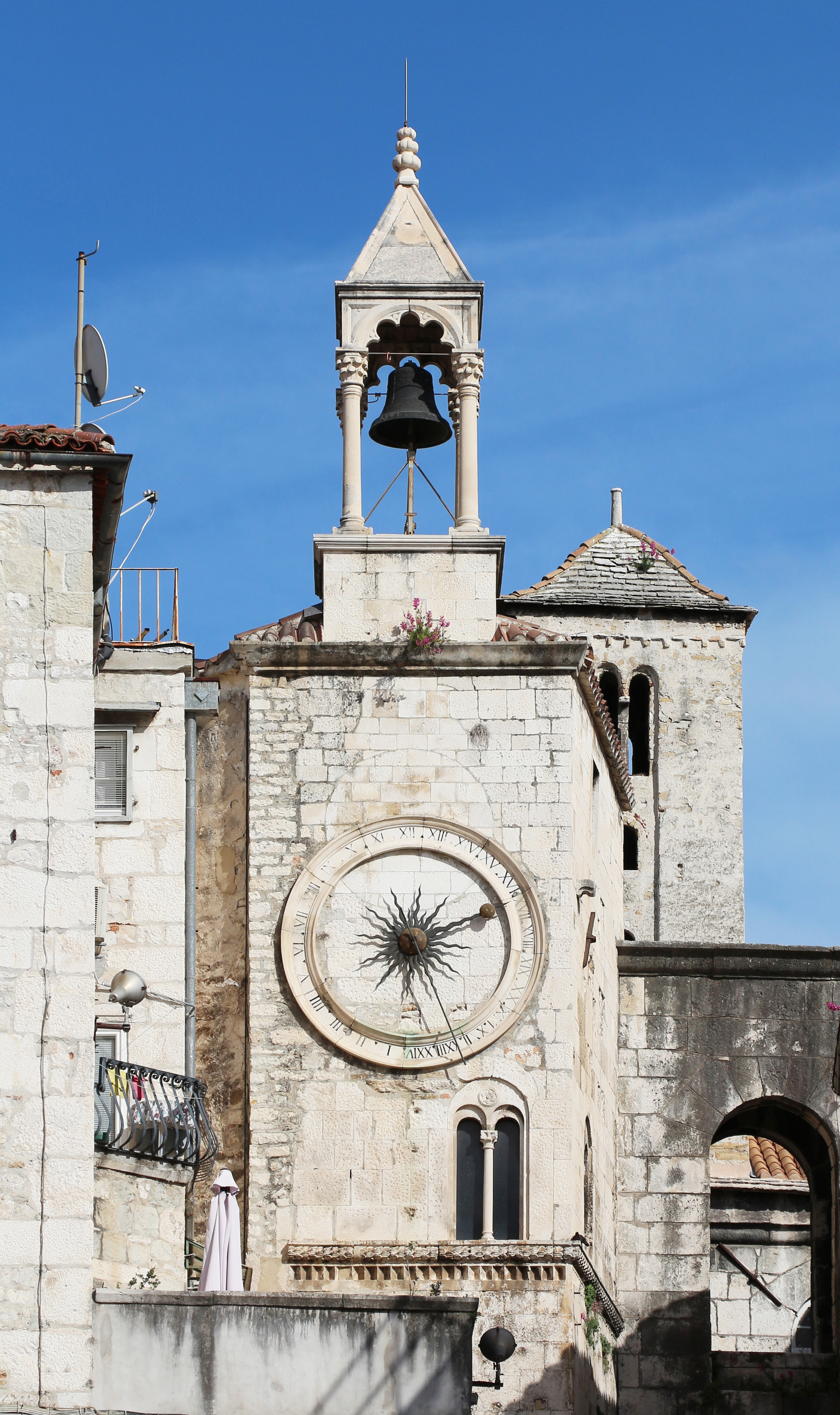
La tour-horloge de Split.
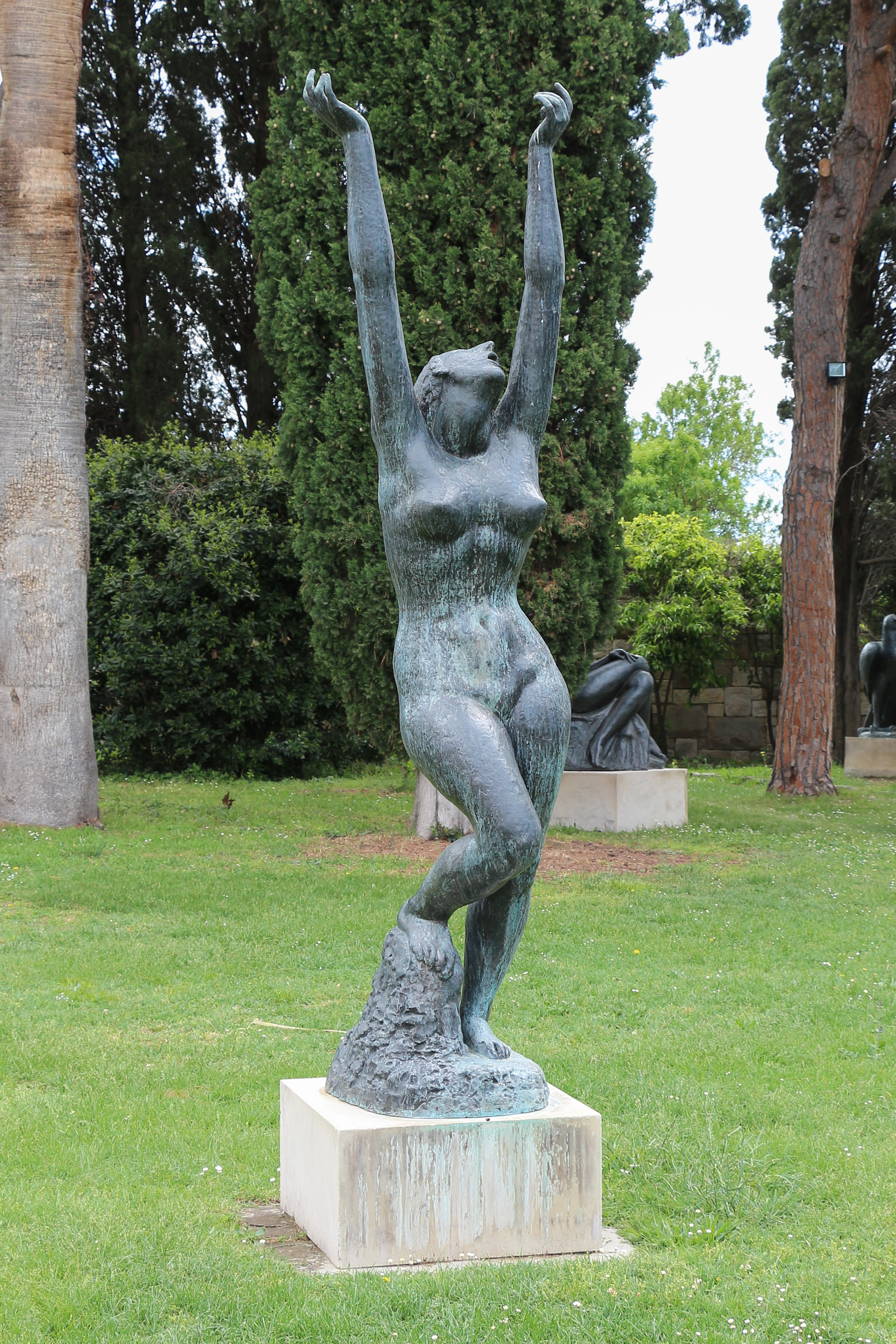
Statue de Perséphone à la galerie d'Ivan Meštrović.
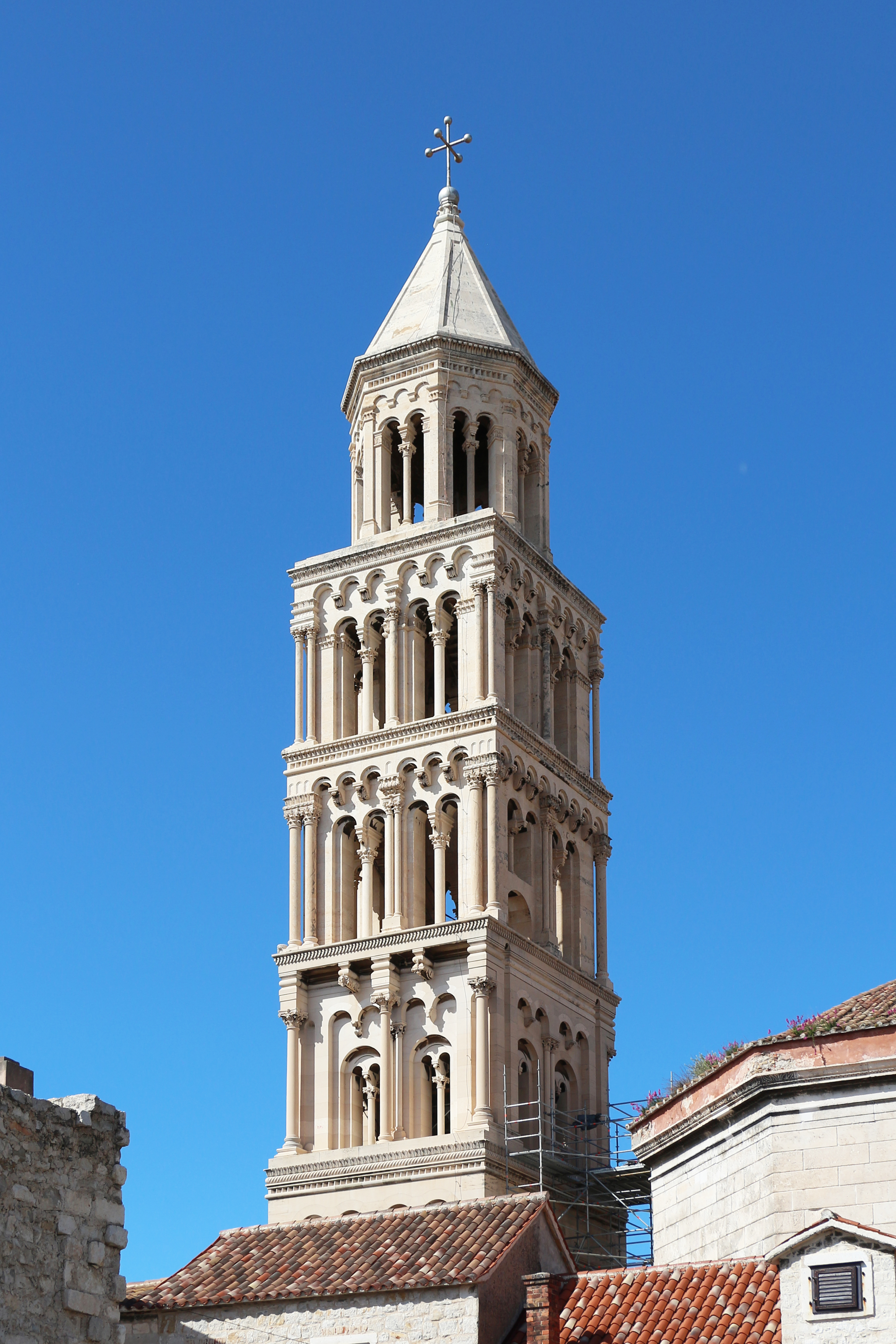
Clocher-tour de la cathédrale St-Domnius.
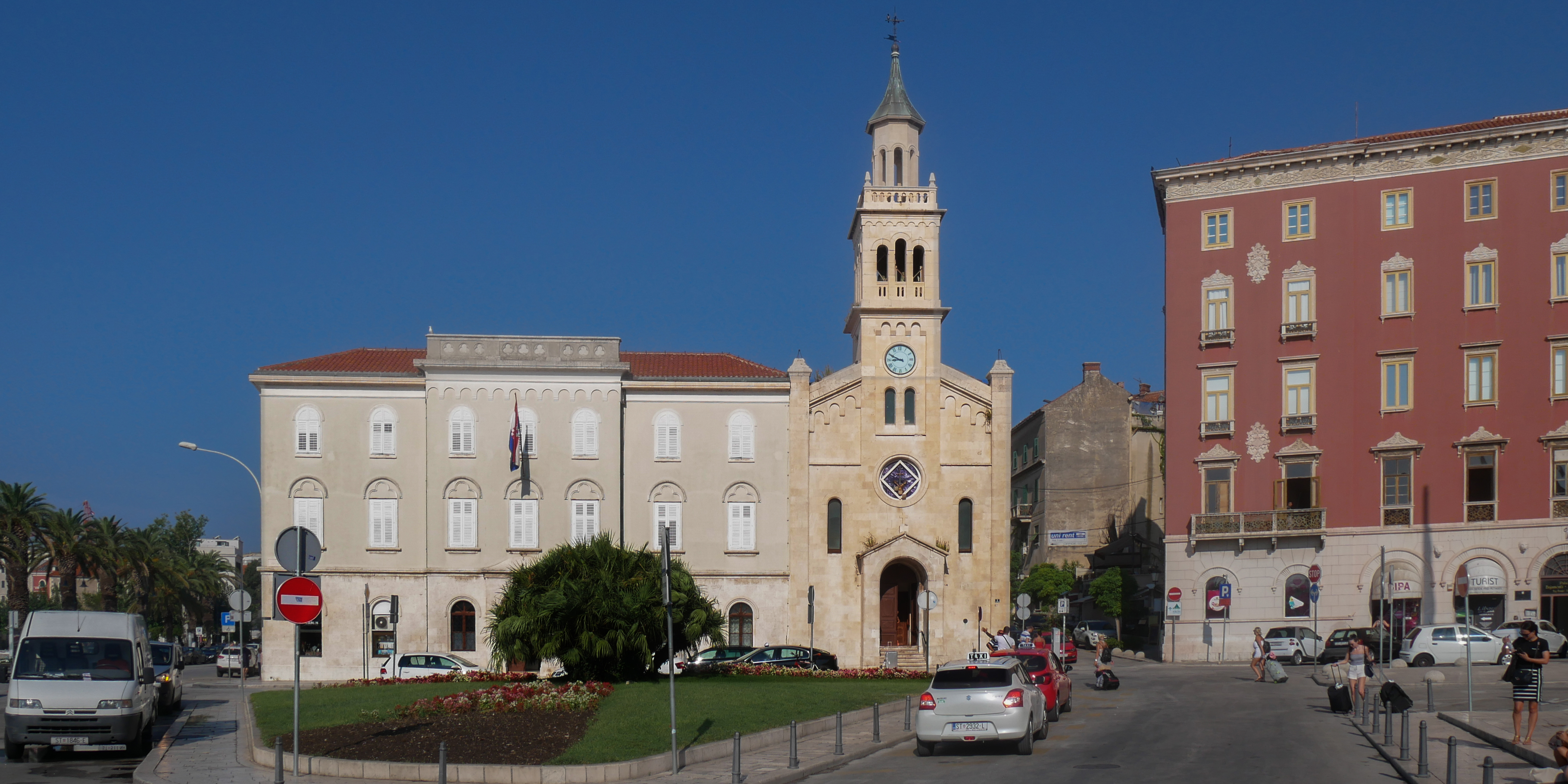
Église Saint-François et monastère.
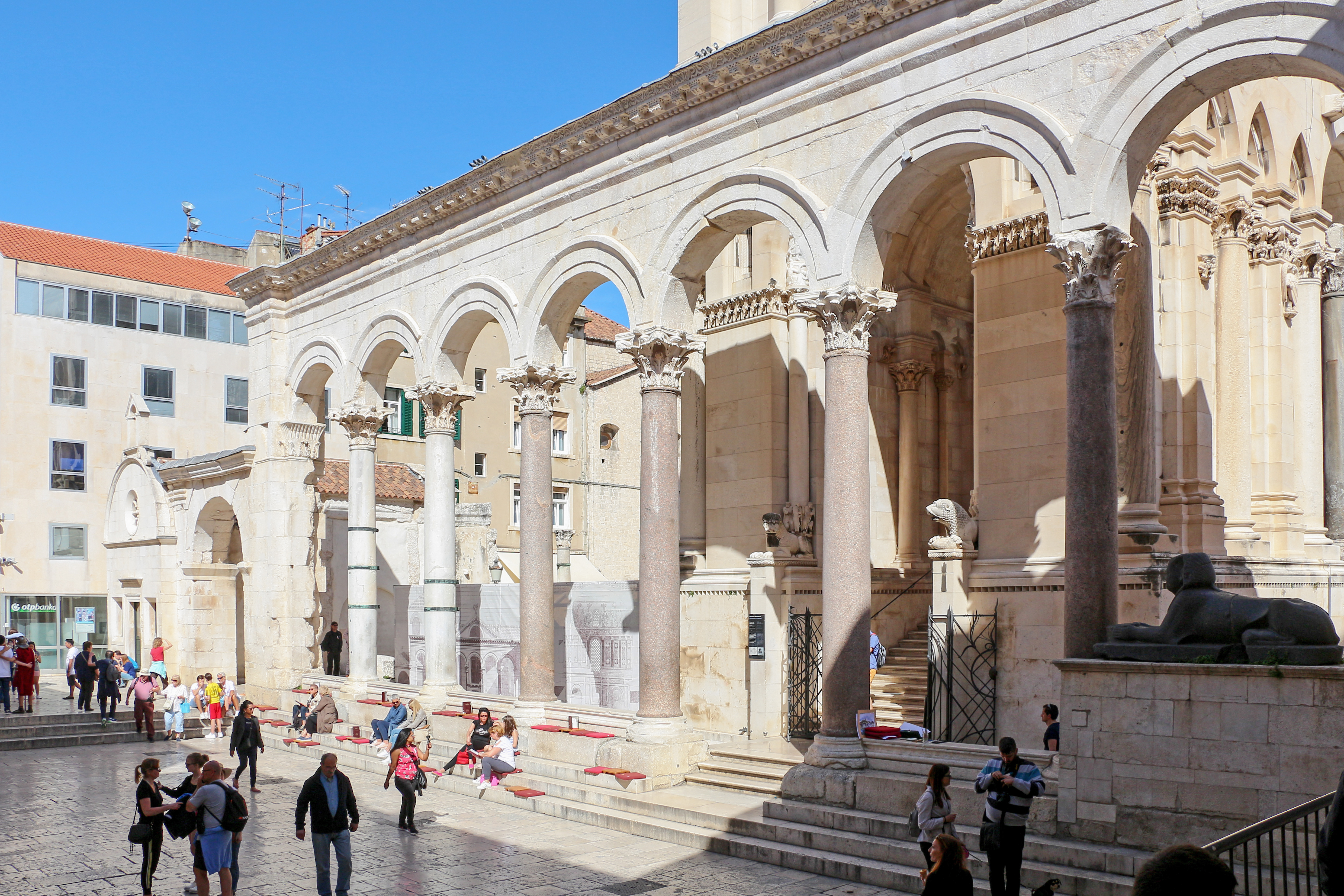
Péristyle du palais de Dioclétien.
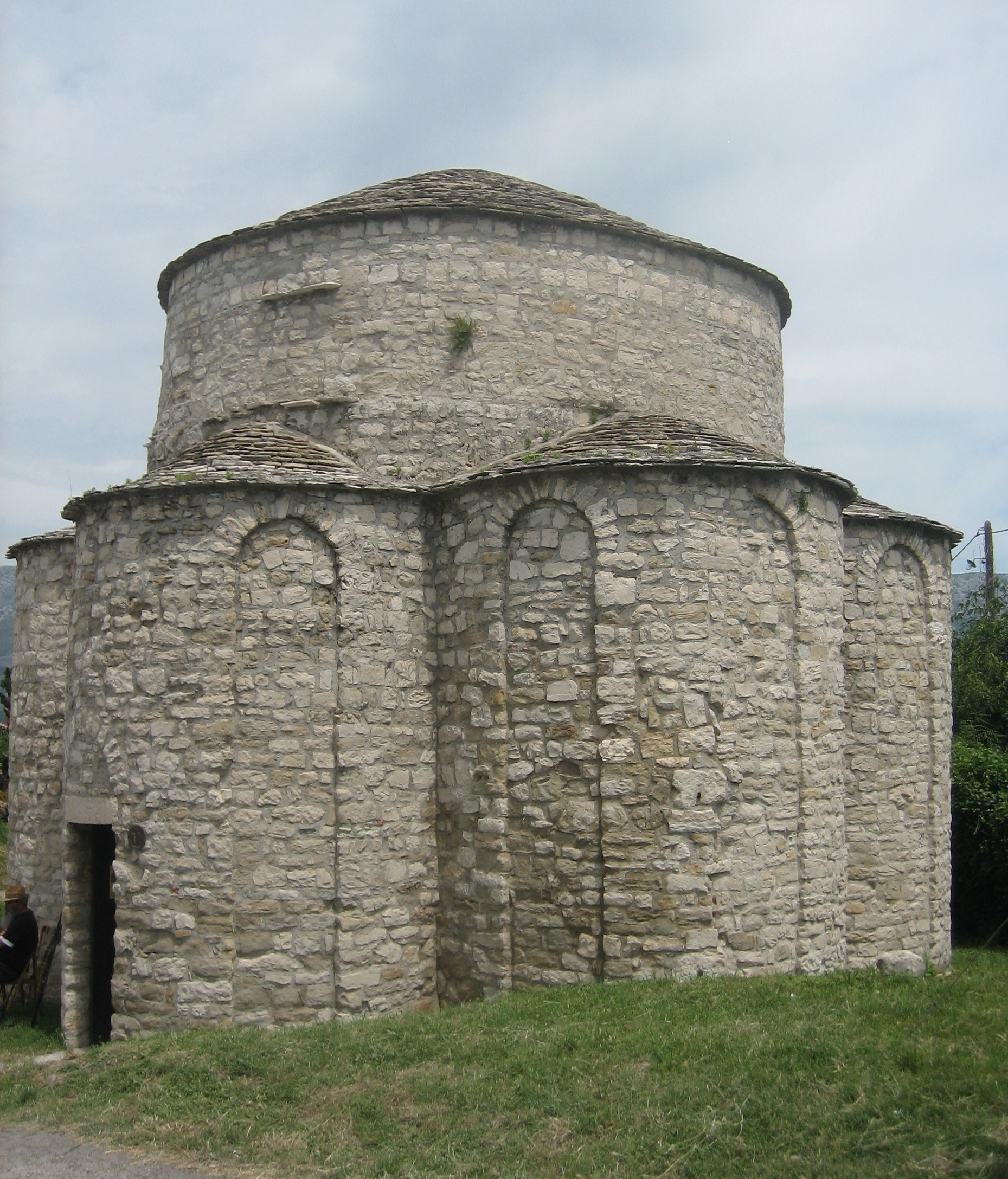
Église de la Sainte-Trinité, de style pré-roman.
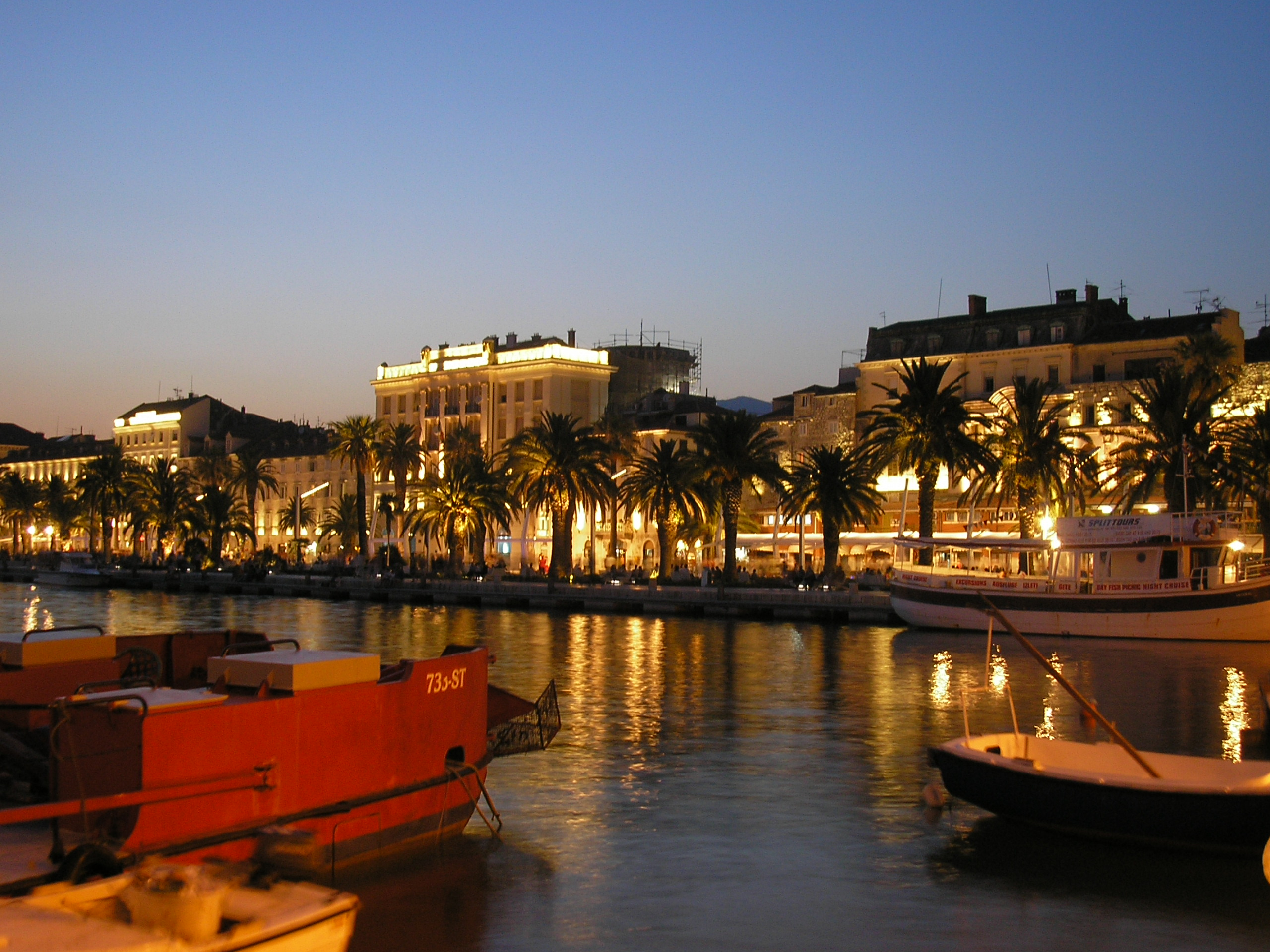
La Riva au crépuscule.
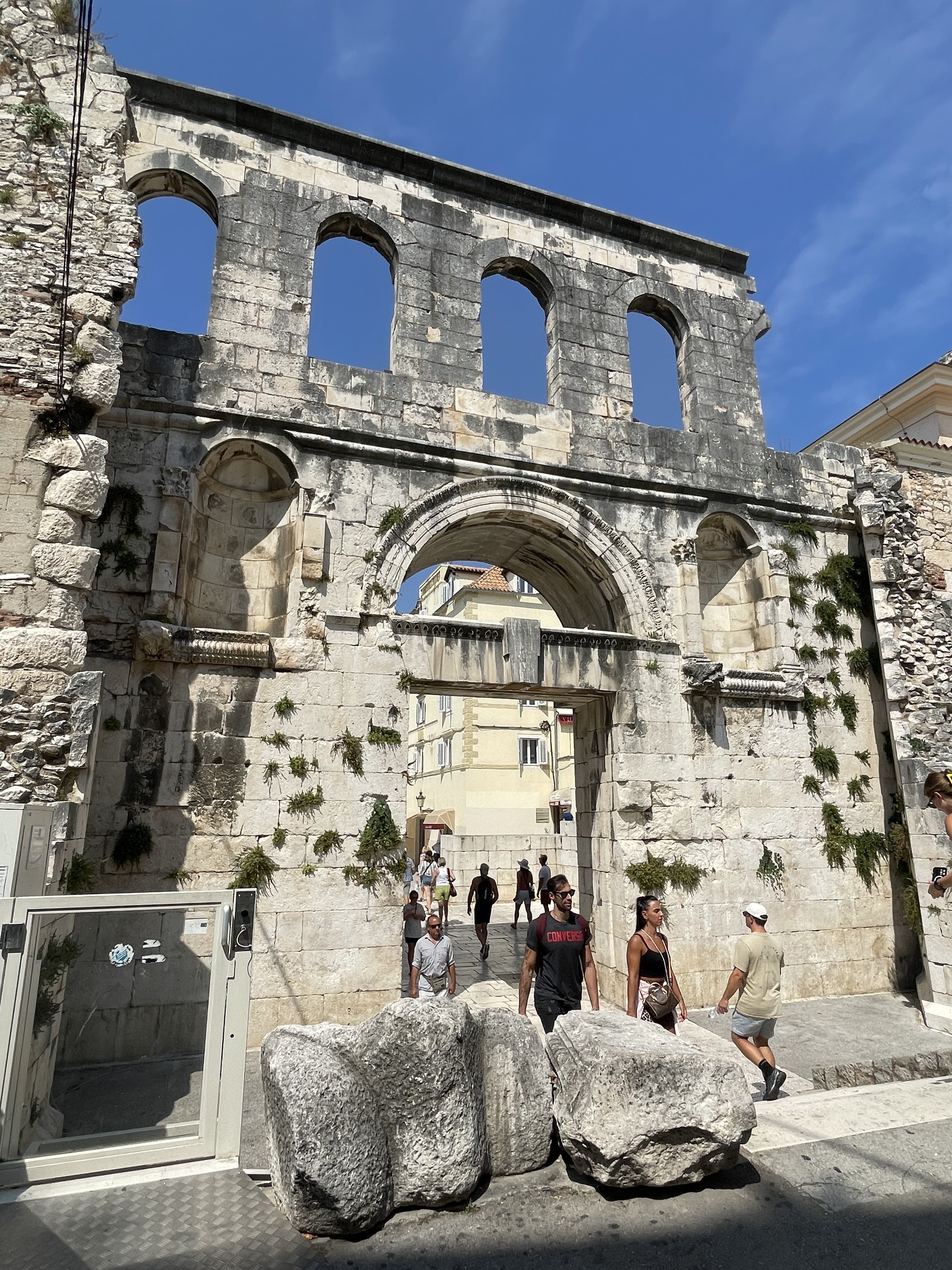
Une des entrées de la vieille ville de Split.
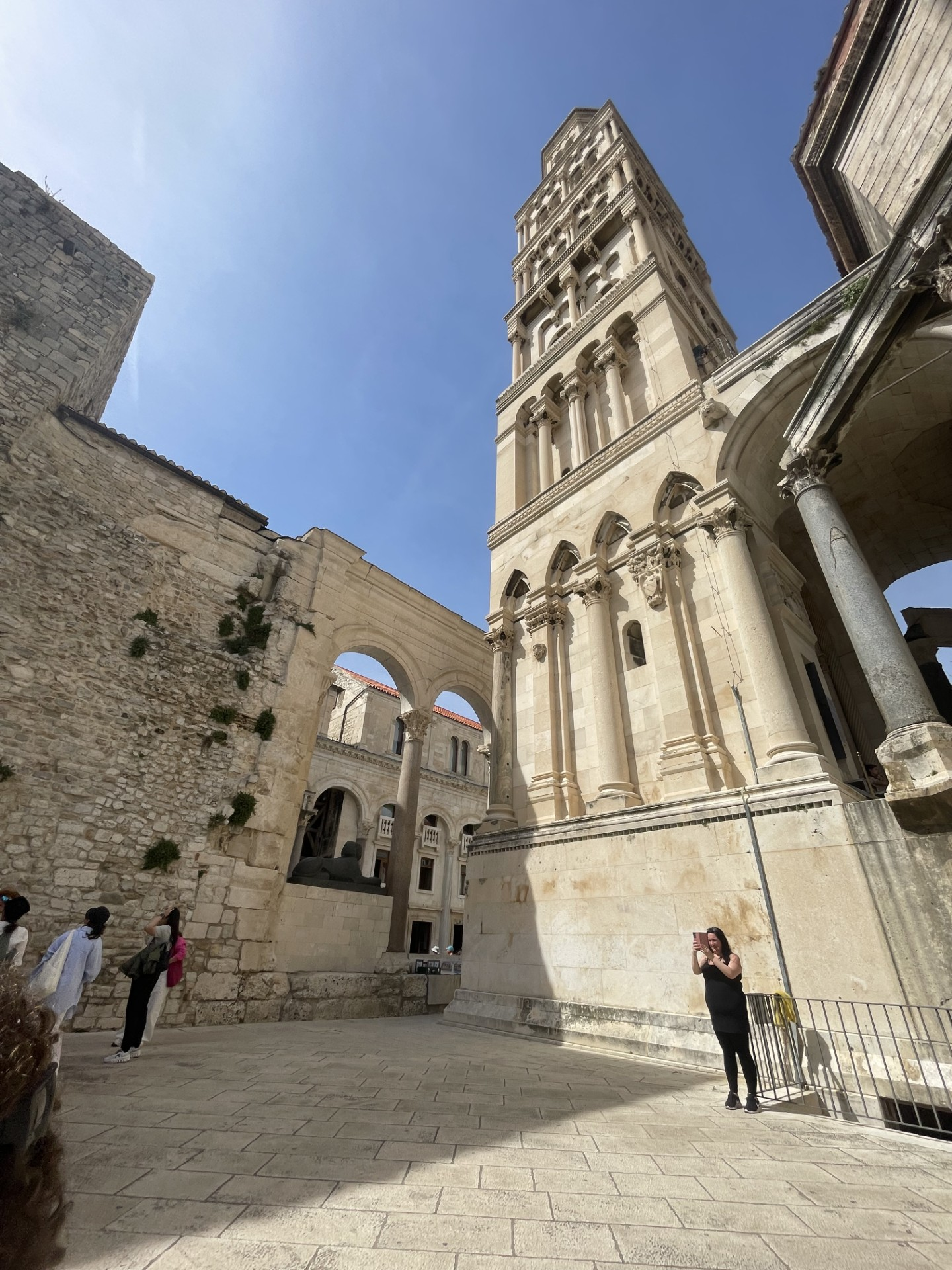
La cathédrale de Saint Dominus vue d'en bas

### Sports
- Hajduk Split, l'un des plus grands clubs de football yougoslave puis croate.
- KK Split, club de basket-ball qui écrivit les plus belles pages de son histoire européenne sous le nom de Jugosplatika Split dans les années 1980-90.

### Jumelages
La ville de Split est jumelée avec :
- Ancône (Italie)
- Antofagasta (Chili)
- Bet Shemesh (Israël)
- Cité de Cockburn (Australie)
- Douvres (Angleterre)
- Gladsaxe (Danemark)
- Los Angeles (États-Unis)
- Mostar (Bosnie-Herzégovine)
- Odessa (Ukraine)
- Ostrava (Tchéquie)
- Štip (Macédoine du Nord)
- Trondheim (Norvège)
- Velenje (Slovénie)
- Arrondissement de Charlottenbourg-Wilmersdorf (Allemagne). Arrondissement de Berlin.

## Personnalités
- Jurica Pavičić (1965), journaliste et écrivain croate y est né
- Mario Ančić (1984– ), tennisman
- Stjepan Andrijašević (1967– ), footballeur
- Aljoša Asanović (1965– ), footballeur
- Ivano Balić, handballeur
- Enzo Bettiza (1927–2017), écrivain et journaliste italien
- Goran Bogunović (1989- ), joueur de handball croate, y est né.
- Ivan Slišković, handballeur
- Ivo Trumbić (1935-2021), joueur de water-polo yougoslave y est né
- Jurica Jerković (1950-2019), footballeur, né et mort dans cette ville
- Ilija Brozović, handballeur
- Slaven Bilić (1968– ), footballeur
- Maja Blagdan, chanteuse de variétés
- Meri Cetinić (en), chanteuse pop croate
- Danijela Martinović, chanteuse de variétés
- Oliver Dragojević (en) (1947-2018), chanteur de variétés
- Doris Dragović, chanteuse de variétés
- Boris Dvornik, comédien
- Tomislav Erceg (1971– ), footballeur
- Jakov Gotovac, compositeur
- Petar Grašo (en), chanteur de variétés
- Josip Hatze, compositeur
- Goran Ivanišević, joueur de tennis
- Ivana Kapitanović, handballeuse
- Goran Karan (en), chanteur de variétés
- Zorica Kondža (en), chanteuse de variétés
- Krsto Krstulović, médecin et homme politique entre 1919 et 1941
- Zdravka Krstulović (hr) (1940-2003), comédienne
- Ivan Leko (1978– ), footballeur
- Ivica Mornar (1974– ), footballeur
- Adolf Mussafia (en) (1835-1905), philologue.
- Mate Parlov (1948-2008), boxeur, champion olympique
- Stipe Pletikosa (1979– ), footballeur
- Hari Rončević (en), auteur-compositeur-interprète
- Igor Tudor, footballeur et entraîneur
- Vedran Runje (1976– ), footballeur
- Zdenko Runjić (en) (1942-2004), compositeur de variétés
- Miljenko Smoje (en) (1923-1995), journaliste
- Tedi Spalato (hr), auteur-compositeur-interprète
- Ivo Tijardović, compositeur
- Emanuel Vidović (en) (1870-1953), peintre
- Blanka Vlašić, athlète croate, double championne du monde du saut en hauteur
- Severina Vučković, chanteuse de variétés
- Zoran Vulić (1961– ), footballeur
- Vedrana Grgin-Fonseca, basketteuse
- Toni Kukoč, basketteur
- Duje Bonačić (1929-2020), rameur yougoslave puis croate
- Franz von Suppé (1819-1895), compositeur